# Католицька церква в Гамбії
Като́лицька це́рква в Га́мбії — друга християнська конфесія Гамбії. Складова всесвітньої Католицької церкви, яку очолює на Землі римський папа. Керується конференцією єпископів. Станом на 2004 рік у країні нараховувалося близько 35 000 католиків (2,08% від усього населення). Існувало 1 діоцезій, які об'єднували 54 церковних парафій.  Кількість  священиків — 25 (з них представники секулярного духовенства — 15, члени чернечих організацій — 10), постійних дияконів — 0, монахів — 21, монахинь — 42.